# 薩瓦亞·伊本·阿迪亞
薩瓦亞·伊本·阿迪亞（英語：Samaw'al ibn 'Adiya；阿拉伯语：‎ ；希伯來語：‎），是阿拉伯诗人和战士，因其忠诚受到阿拉伯人的尊敬。并句纪念他的阿拉伯俗諺：「比薩瓦亞更忠誠」（阿拉伯语：‎）。
阿迪亞生活六世纪上半叶。阿迪亞家族在南阿拉伯时，皈依犹太教。后来，阿迪亞家族遷往北阿拉伯，定居泰玛。阿迪亞生長於泰瑪。
阿迪亞是先知穆罕默德妻子薩菲雅 (Safiyya bint Huyayy)的外祖父。

## 名字
阿迪亞的全名在阿拉伯学者中存在争议，可能是al-Samaw'al Bin 'Adiya，或al-Samaw'al Bin 'Arid Bin 'Adiya，或al-Samaw'al Bin Awfa，或 al-Samaw'al Bin Hayyan，或 al-Samaw'al Bin Hayya 。根據伊本·杜莱德，阿迪亞是名叫教士Haroun Ibn 'Amran的儿子，来自伽珊尼德部族。根據al-Jawaliqi，阿迪亞的母亲来自伽珊尼德部族，父亲来自阿兹德部族。 

## 生平

### 詩人
阿迪亞是著名的诗人。在一位公主试图贬低他的落族，阿迪亞写诗回擊。诗中，阿迪亞吹嘘了自己出身的部落 (Banu Alrayan)的历史，是如何成为各部落間的霸主。离开也门前，阿迪亞的部族是奈季兰的王室，一度主宰也门，直到皈依犹太教，遷到北阿拉伯。诗中，阿迪亞将他的家系追溯到Aldayan部族(Banu Aldayan)。阿迪亞在泰玛拥有一座城堡，由其祖父，因其混合颜色而被称为阿卜拉克 。阿卜拉克城堡座落在高山上，是往返叙利亚旅行者的中转站。

### 比阿迪亞更忠誠
不仅因诗歌而闻名，阿迪亞更因与战士诗人王子伊姆·盖斯的關係而闻名，獲得“忠实者”的绰号，更有紀念的阿拉伯语谚语“比薩瓦亞更忠誠”。阿迪亞。为父亲报仇，伊姆·蓋斯與獅族部落战鬥，但遭到追随者抛弃，受到努曼·伊本·蒙迪尔·伊本·马勒 (Al-Nu'man Ibn al-Mundhir Ibn Ma' al)追捕，从一个部落逃到另一个部落，寻求保护和支持。来到费扎雷部落时，酋长建议他前往阿卜拉克城堡（al-Ablaq）寻找薩瓦亞·伊本·阿迪亞。酋長建議，虽然阿迪亞见过東羅馬皇帝，访问了希拉赫的拉赫米德王國，但他不曾見過比阿迪亞更會保護弱者、更忠誠的人。在女儿欣德 (Hind) 和表弟的陪同下，伊姆·蓋斯出发前往城堡。途中，伊姆·蓋斯和向导写了一首诗，赞扬他们的未来主人。阿迪亞热情地接待了伊姆·蓋斯，並为欣德搭建了一个兽皮帐篷。伊姆·蓋斯希望得到查士丁尼皇帝的帮助，肯求阿迪亞為他写信给伽珊尼德王子哈里斯，後者可能會協助他。然后伊姆·蓋斯离开，留下女兒欣德、表弟及他的盔甲给阿迪亞。根据阿拉伯傳說，伊姆·蓋斯在从君士坦丁堡回国途中，遭聽信讒言的查士丁尼下令毒死。
伊姆·蓋斯离开阿布拉克城后，穆蒂尔亲王派哈里斯见阿迪亞，命令阿迪亞交出伊姆·蓋斯存放在他身上的物品。阿迪亞拒绝，哈里斯围攻了城堡。围攻没有取得進展。《诗歌集成》中，哈里斯抓住阿迪亞的儿子，哈里斯威脅阿迪亞在交出物品，否則將目睹儿子的死亡。阿迪亞回答说，他還另個兒子，但名誉一旦失去，就无法挽回。當著阿迪亞的面，哈里斯立即砍下了男孩的头，隨後放棄圍城。哈里斯意识到面对如此坚絕的人，他無計可施。不同阿拉伯作家流传下来的诗歌中描述了薩瓦亞·伊本·阿迪亞的故事，如詩人A'sha。

### 註腳
1. ↑  David Samuel Margoliouth, A poem attributed to Al-Samau’al, Journal of the Royal Asiatic Society: London, 1906
2. ↑  A‘šā, Dīwān al-a‘šā al-kabīr maymūn bn qays: šarḥ wa-ta‘līq, ed. Muḥammad Muḥammad Ḥusayn, Beirut 1968, pp. 214, 253 (Arabic)
3. ↑  Yosef Tobi, Ben 'Ever La-'Arav, vol. 2, Tel-Aviv 2001, p. 20 (Hebrew)
4. ↑  عادية, السموأل بن. . دار الارقم بن ابي الارقم - بيروت / لبنان. 2016-09-20  [2023-08-08]. （原始内容存档于2023-08-11） （阿拉伯语）.
5. ↑  See, Hasan M. El-Shamy, "al-Samaw'al ibn `Adiyâ”. In: Al-Thaqâfah al-Sha`biyyah (Folk Culture) Vol. 5, No. 16 (Manama, Bahrain: Winter 2012), pp. 6-23 (English text); pp. 20-39 (Arabic text): “Qâla al-Samaw'al ibn `Aadiyâ al-yahûdiyy (The Jew, Al-Samaw'al Son-of-`Aadiyâ Said). Conscientiousness and Fidelity as Heroic Qualities in Arab Traditions (The Jewish Example)." (Inserted by Hasan El-Shamy)

### 猶太百科全書
- Jacobs, Joseph et al. "Samuel bin 'Adiya." （页面存档备份，存于） Jewish Encyclopedia. Funk and Wagnalls, 1901–1906, citing:

- Caussin de Perceval, Essai sur l'histoire des Arabes avant l'Islamisme, ii. 319 et seq., Paris, 1847
- Franz Delitzsch, Jüdisch-Arabische Poesien aus Vormuhammedischer Zeit, Leipsic, 1874
- Grätz, Gesch. 3d ed., v. 83-86
- Ḥamasa, ed. Freytag, pp. 49 et seq.
- Kitab al-Aghani, Index
- Giorgio Levi Della Vida, "A proposito di as-Samawʾal", Rassegna degli Studi Orientali, XIII (1931), pp. 53-72.
- Nöldeke, Beiträge zur Kenntniss der Poesie der Alten Araber, pp. 57-72, Hanover, 1864
- Rasmusen, Additamenta ad Historiam Arabum (from Ibn Nubata), p. 14;
- R. E. J. vii. 176
- Baron MacGuckin de Slane, Diwan des Amru'l Kais, Introduction.J. M. W. M.

### 延伸閱讀
- Diwan Al-Samaw’al / Workmanship of Abi Abdullah Neftawi (ديوان السموأل / صنعة أبي عبد الله نفطويه ؛ تحقيق وشرح واضح الصمد), Beirut 1996
- J.W. Hirschberg (1931). Der Diwan des as-Samauʾal ibn ʿAdiāʾ